# パーカー・パイン
パーカー・パイン (Parker Pyne) は、アガサ・クリスティ作の推理小説に登場する架空の探偵。クリスティ作品の探偵たちの中ではもっともユーモラスな存在として知られる。14の短編に登場する。

## 概要
禿頭で度のきつい眼鏡をかけた中年の男。元は某官庁の統計の仕事に勤めていたが辞職し、リッチモンド街に人生相談所を開設する。「人生には5種類の主な不幸がある」とし、「それらすべてが論理的に解決できる」という統計理論を持っており、人生相談を行うことでその人物の悩みや不満を解決する。
新聞に「あなたは幸せ?　でないならば、パーカー・パイン氏に相談を（Are you happy? If not consult Mr Parker Pyne, 17 Richmond Street. ）」という印象的な広告を出しており、依頼人たちはその広告を見てパーカー・パインに相談してくる、というのが主要なパターンである。

## 推理法
人間を類型分類し、その傾向によって犯人や犯行（依頼内容の全体像）を予測する。依頼人の話を聞いただけで、おおよその全体像を掴んでしまうなど、安楽椅子探偵に近いところもあるが、その後に事件を解決する手段として、事務所の事務員たちを用いるところに最大の特徴がある。彼らに役を与えることで依頼者の悩みを解決する。

## パインの仲間
パインの相談所には「工作員」と言ってもいいような様々な事務員がおり、相談者の不満解消に尽くしている。これらの事務員の中には、ポアロ作品に登場する人物もいる。彼らの仕事は、依頼人の状況に合わせ、それぞれが役柄を演じて仕掛けを演じる「コンゲーム」の手法で進められる。
ミス・レモン
パインの秘書。有能だが神経質な性格。ポアロ作品でも、ポアロの有能な秘書として全く同一の設定で登場する。
アリアドニ・オリヴァ
女流小説家。依頼人の要求に合わせた筋書きを考案する。ポアロ作品ではポアロの友人としてしばしば登場する。クリスティ自身がモデルとされる。
クロード・ラットレル
ハンサムな青年で、主にジゴロ役をこなす。
マドリーン・ド・サラ
エキゾチックな美貌の女性で、男を籠絡する悪女役をこなす。

## 登場作品
すべて短編である。
- パーカー・パイン登場
  - 中年夫人の事件
  - 不満軍人の事件
  - 困った婦人の事件
  - 不満な夫の事件
  - サラリーマンの事件
  - 富豪婦人の事件
  - あなたは欲しいものをすべて手に入れましたか？
  - バグダッドの門
  - シラーズの家
  - 高価な真珠
  - ナイル河上の死
  - デルファイの神託
- レガッタ・デーの事件（日本では『黄色いアイリス』として出版されている）
  - レガッタ・デーの事件
  - ポリエンサ海岸の事件